# Kamphaeng Phet (tỉnh)
Kamphaeng Phet (tiếng Thái: กำแพงเพชร, phát âm [kām.pʰɛ̄ːŋ pʰét], phiên âm: Cam-pheng Phét) là một tỉnh miền Bắc của Thái Lan. Các tỉnh giáp giới (từ phía bắc theo chiều kim đồng hồ) là: Sukhothai, Phitsanulok, Phichit, Nakhon Sawan và Tak.

## Tên gọi
Kamphaeng trong tiếng Thái có nghĩa là "bức tường" và phet (bắt nguồn từ tiếng Phạn vájra) có nghĩa là "kim cương". Tên gọi "bức tường kim cương" này chỉ vị trí địa lý quốc phòng trong lịch sử của tỉnh.

## Địa lý

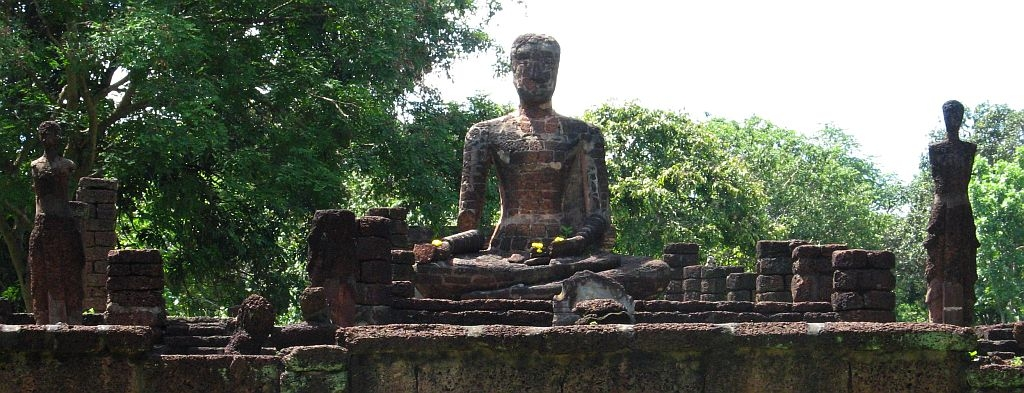
Di tích bên trong Công viên lịch sử Kamphaeng Phet ở Kamphaeng Phet

Ping, một nhánh của sông Chao Phraya, là con sông chính và chạy dài khắp phía đông của tỉnh. Trong khi đó, ở phía tây là khu vực đồi núi với rừng bao phủ.
Chuối, đặc biệt là chuối kluai khai, là một sản vật nổi bật của Kamphaeng. Ở đây, lễ hội chuối được tổ chức thường niên để bày tỏ sự biết ơn đối với thần mùa màng.

## Các đơn vị hành chính
Tỉnh này có 9 huyện (Amphoe) và 2 tiểu huyện (King Amphoe). Các huyện này có 78 xã (tambon) và 823 thôn (mubaan).
| Amphoe                                                                                     |                                                                        | King Amphoe                          |
| ------------------------------------------------------------------------------------------ | ---------------------------------------------------------------------- | ------------------------------------ |
| 1. Mueang Kamphaeng Phet 2. Sai Ngam 3. Khlong Lan 4. Khanu Woralaksaburi 5. Khlong Khlung | 1. Phran Kratai 2. Lan Krabue 3. Sai Thong Watthana 4. Pang Sila Thong | 1. Bueng Samakkhi 2. Kosamphi Nakhon |